# Trematopygodes koreator
Trematopygodes koreator là một loài tò vò trong họ Ichneumonidae.